# Universidade de Jönköping
A Universidade de Jönköping (em sueco:  Högskolan i Jönköping; em inglês:    Jönköping University) é uma instituição pública de ensino superior na cidade de Jönköping, na Suécia.                          

É propriedade de uma fundação sem fins lucrativos – a Stiftelsen Jönköping University.

Foi fundada em 1977 como Högskolan i Jönköping e refundada em 1994 como Jönköping University.

É frequentada por 14 000 estudantes, dos quais 1 980 provenientes de 100 países estrangeiros. Conta com uns 900 funcionários e professores.

Realiza atividades de formação básica e pós-graduação, através de quatro escolas: Escola de Saúde e Bem-Estar, Escola de Educação e Comunicação, Escola Internacional de Negócios de Jönköping e Escola de Engenharia.

## Cooperação
Colabora com 320 universidades e 800 empresas, com destaque para a área do ensino, onde coopera com umas 900 escolas.

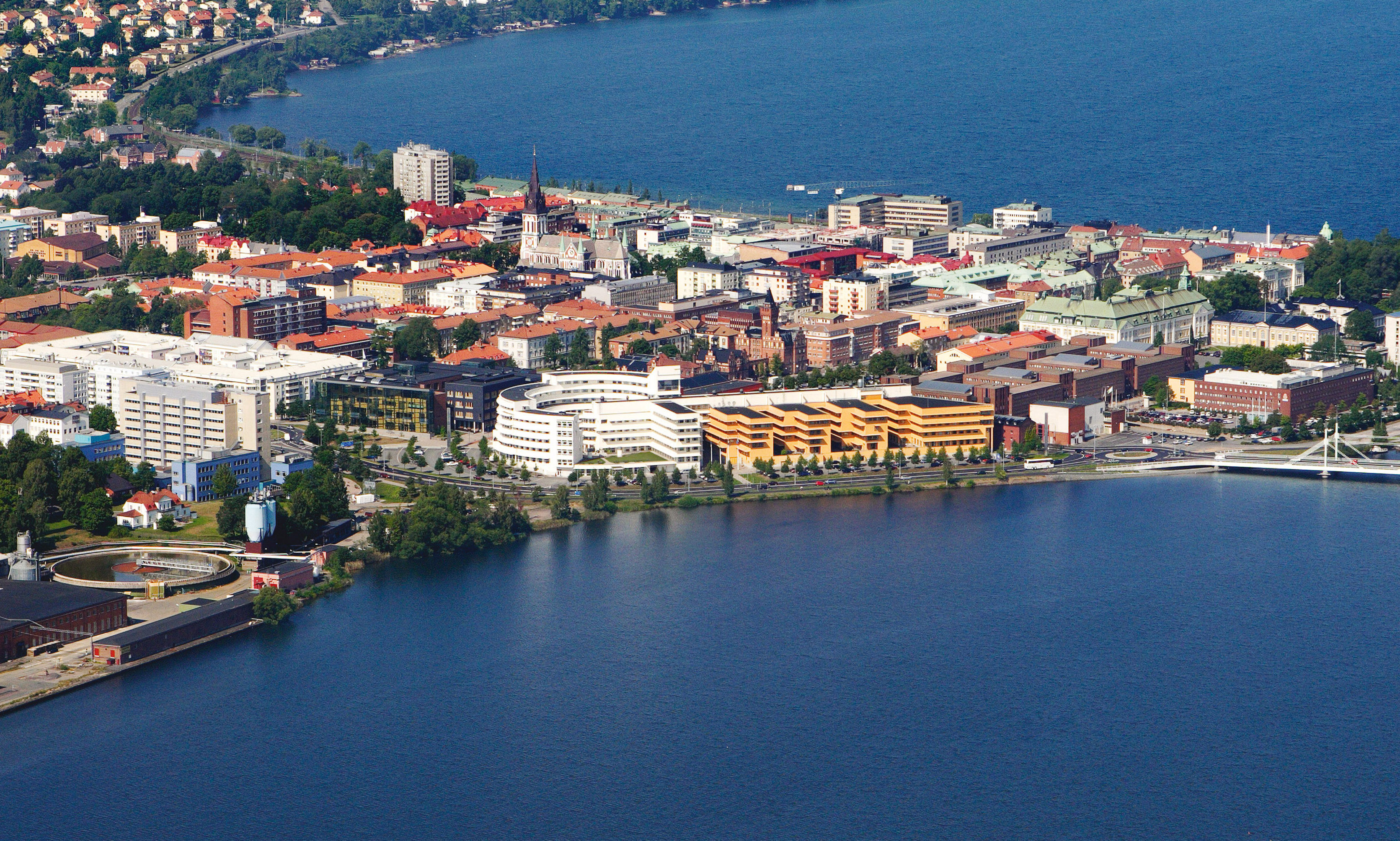
Vista aérea da Universidade de Jönköping
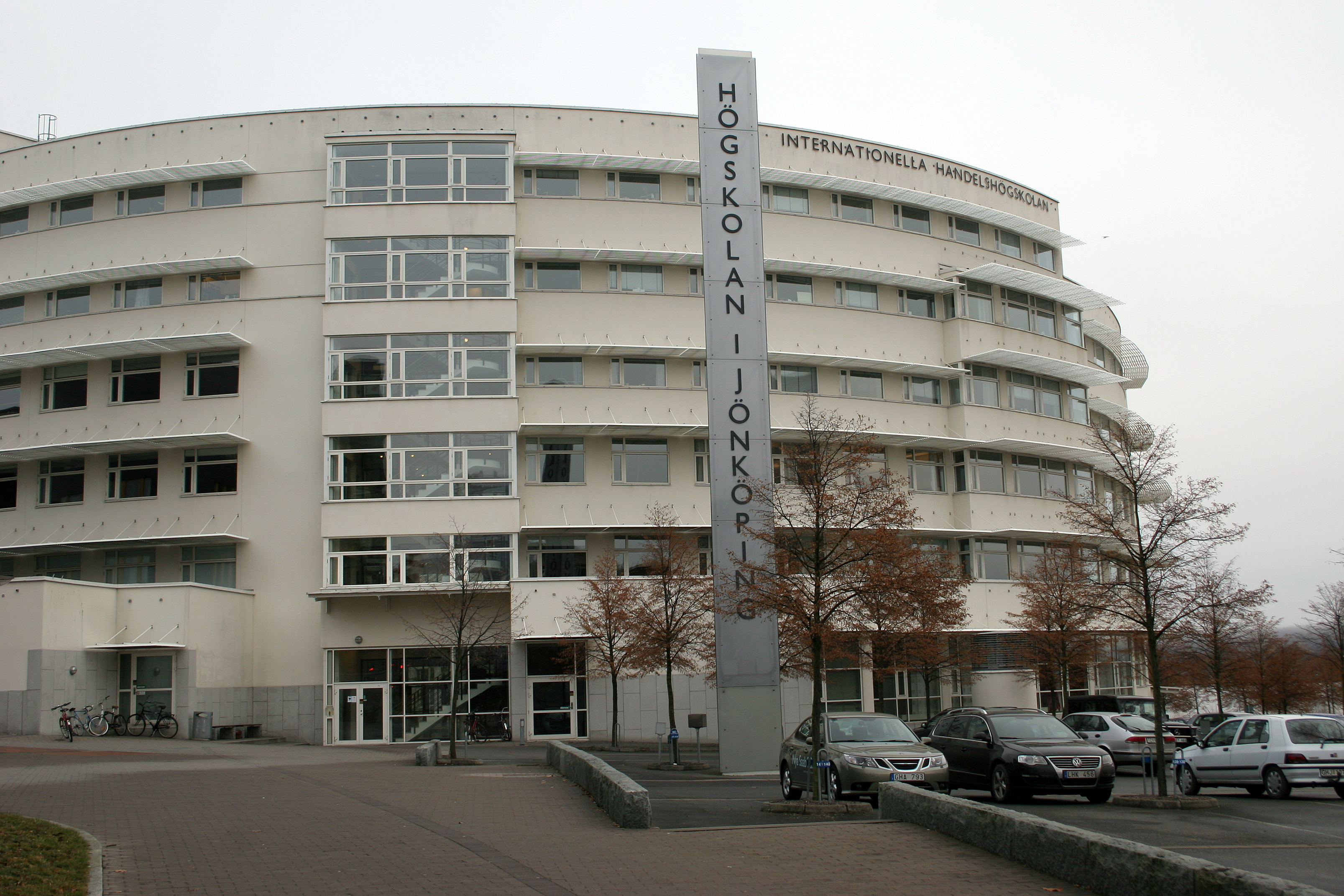
Escola Internacional de Negócios de Jönköping
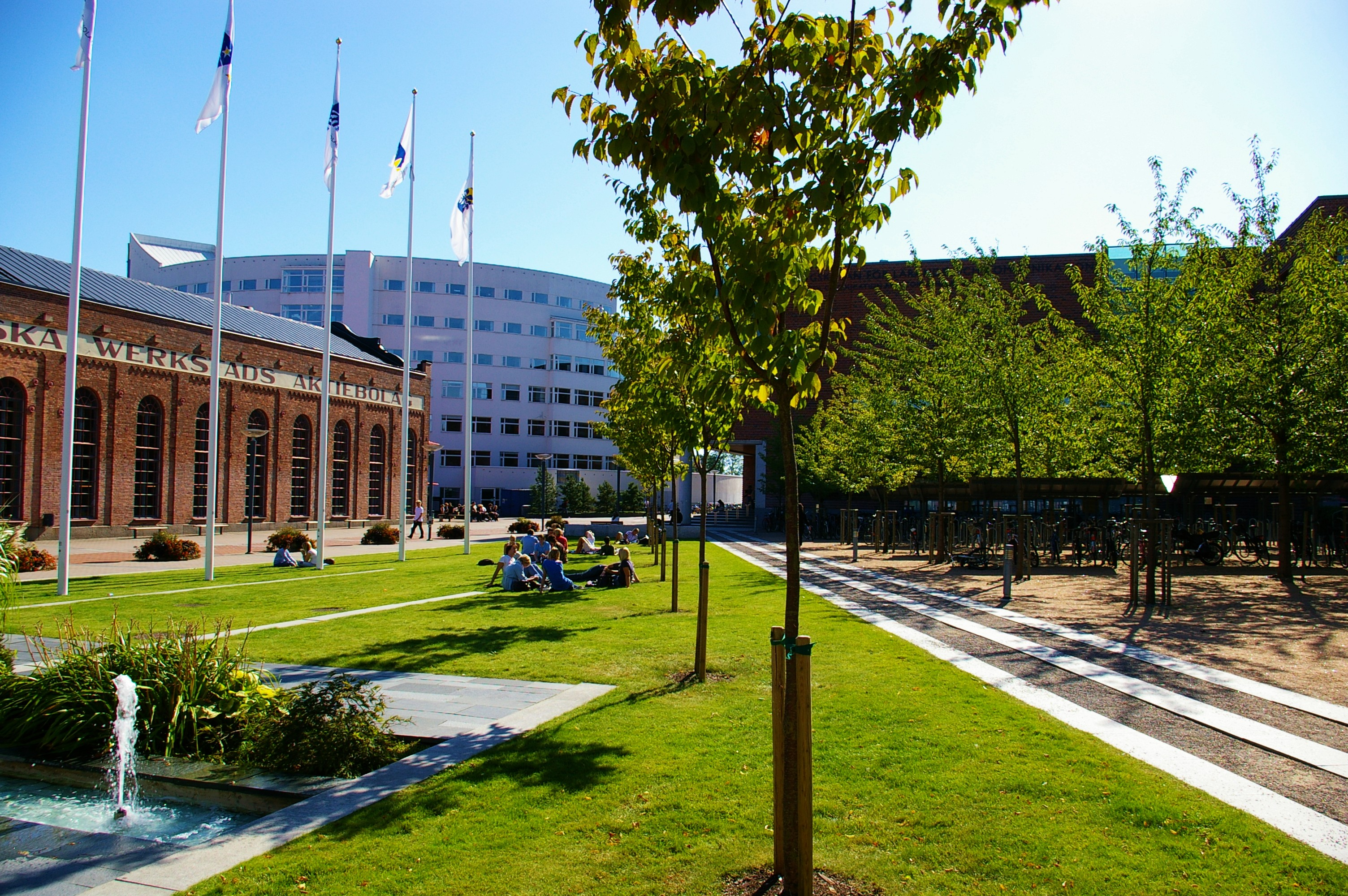
Campus da universidade
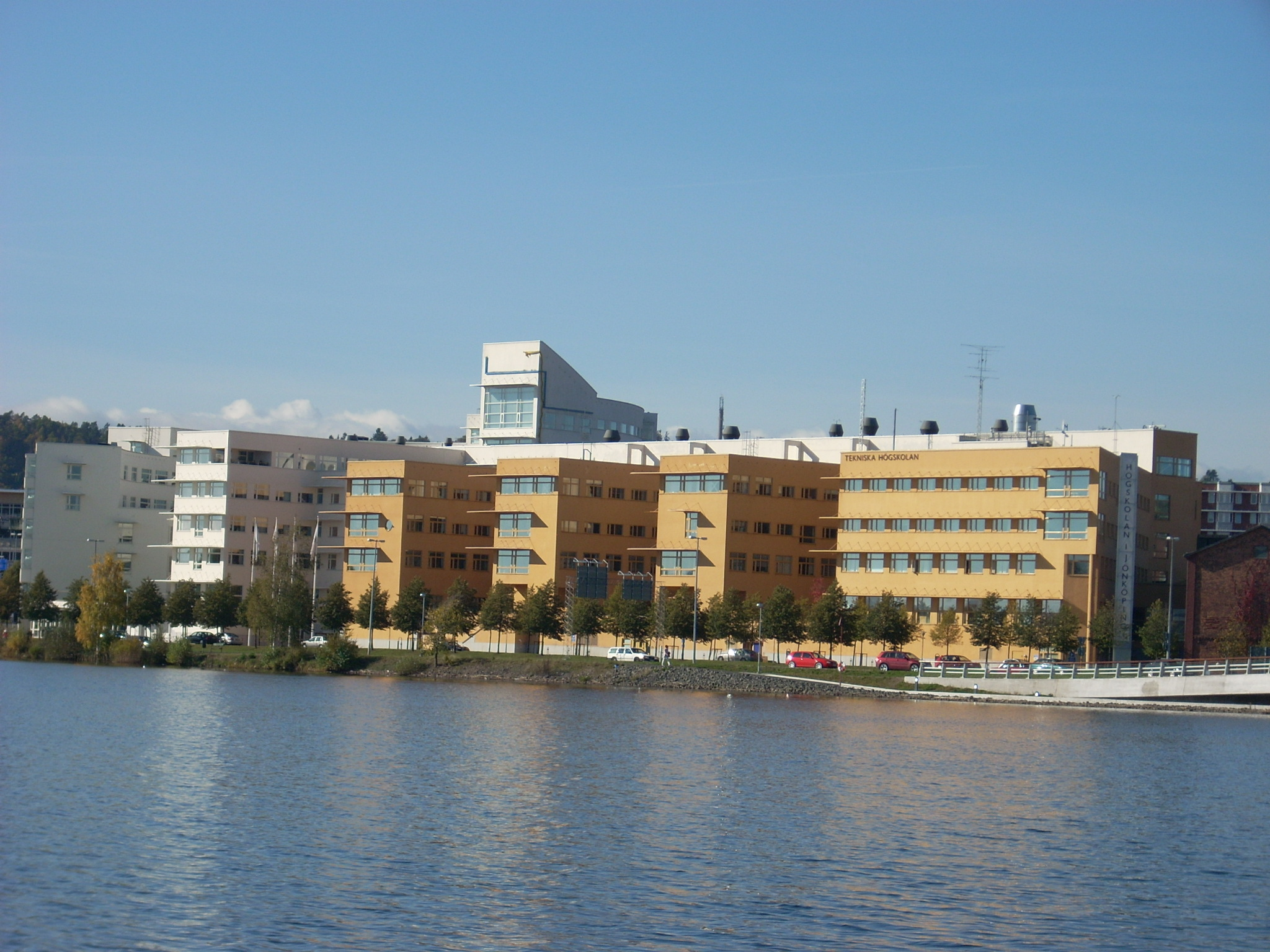
Instalações junto ao lago Munksjön